# Piaggio P.136
Le Piaggio P136 est un amphibie italien, produit par le constructeur Piaggio. La première production après-guerre à Gênes par la Rinaldo Piaggio a été l'hydravion P136. Ce dernier avait des ailes hautes et des moteurs à hélice propulsive. La position des moteurs réduisait le bruit à l'intérieur de la cabine. Le Royal Gull (le goéland royal) a eu du succès aussi bien en Italie (acheté par l'Aeronautica militare) qu'à l'étranger où une version légèrement modifiée est exportée. La version américaine est celle baptisée Royal Gull : 40 de ces hydravions ont été exportés aux États-Unis et au Canada. Bien que seulement 65 exemplaires de cet avion aient été produits, Piaggio utilisa le P136 comme base pour le futur Piaggio P166. À la fin de 1955, une équipe de designers s'attacha au P166.

## Développement
A la fin des années 1940, environ un an après la fin de la seconde Guerre Mondiale, le constructeur italien Piaggio Aero voulu se relancer et retrouver sa clientèle d'avant guerre. Il commença alors le développement d'un nouvel appareil amphibie. Ce n'était pas un choix facile, car bien d'autres compagnies s'étaient déjà essayés à développer des hydravions performants avec des résultats très divers. L'avion finalement produit par Piaggio était de taille relativement importante, pouvant opérer depuis un plan d'eau relativement agité ou bien un petit aérodrome en herbe. De plus une grande partie de l'appareil était conçu en interne, y compris les hélices tri-pales à pas variable.
En 1954, Francis K. Trecker, le président de la Kearney & Trecker Corporation, fut très impressionné par les performances en vol du P.136, il offrit alors de commercialiser l'avion sur le marché Nord-américain. Une nouvelle entité fut créée, la Royal Aircraft Corporation, pour distribuer l'avion au Canada, aux Etats-Unis et au Mexique. Trecker a obtenu le droit de construire des avions complets, mais il importait généralement d'Italie des P.136 partiellement construits et les assemblait avec des composants et des systèmes supplémentaires d'origine américaine. Environ 75 modifications techniques ont été apportées à la cellule afin de mieux répondre aux exigences nord-américaines.

## Histoire opérationnelle
Selon Flight International, l'aeronautica militare fut la première organisation à commander le type. Durant les années 1950, l'aeronautica militare s'équipa d'une flotte de 14 P.136, pour des missions de patrouille maritime et de secours en mer. En plus des commandes militaires, le P. 136 fut aussi commandé par des opérateurs civils.

Le constructeur américain Kearney and Trecker fut choisi comme revendeur exclusif, il reçut trois P.136 assemblés ainsi que les fuselages et composants pour assembler 29 autres exemplaires. Certains de ces exemplaires furent vendus sous la marque Royal Gull.

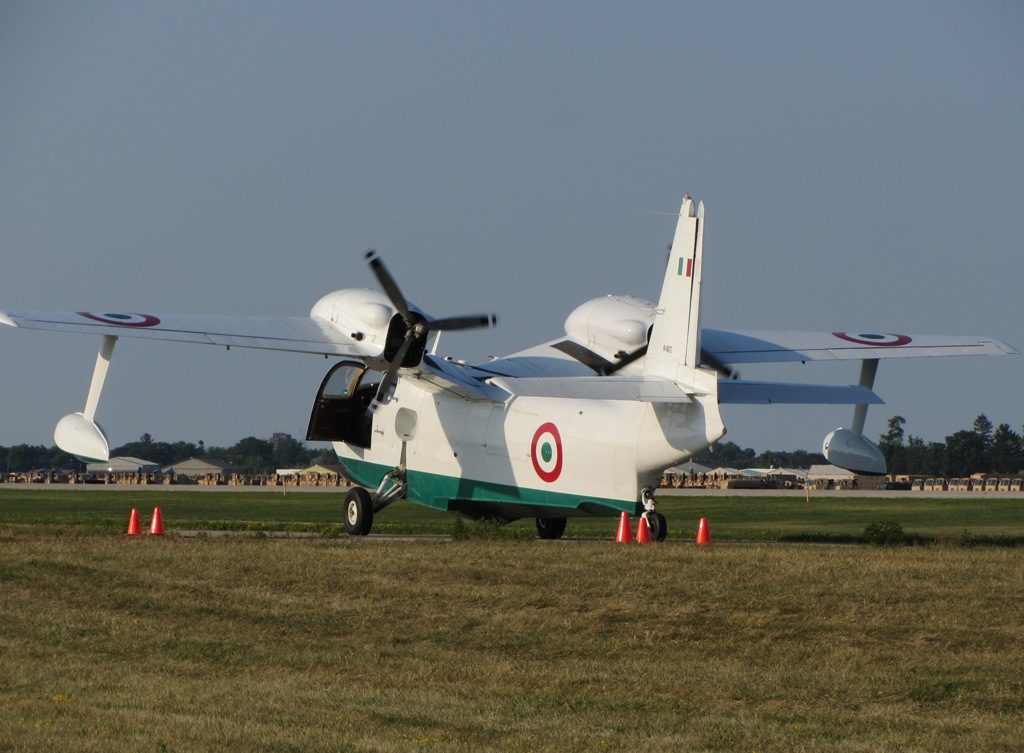
Hydravion Piaggio P.136-L1.

## Conception
Le Piaggio P.136 était un avion amphibie bimoteur en position propulsive, capable d'emporter cinq personnes avec leur bagages ou bien une ou deux civières et un assistant médical. Alors que la configuration générale et les systèmes restaient en grande partie communes entre les différentes versions, certaines modifications furent apportées à la cabine pour s'adapter aux différents clients et utilisations. Alors que les appareils militaires furent souvent équipés d'une instrumentation et d'une radio différente, ainsi que de panneaux transparents au niveau des portes pour améliorer la visibilité; Les P.136 civils furent équipés de sièges plus confortables, d'une meilleure isolation acoustique et thermique. Le carburant de l'avion est stocké dans deux grands réservoirs métalliques installés à l'intérieur de la coque.
La configuration propulsive du P.136 offre de nombreux avantages. Le premier est que les hélices et moteurs sont maintenus loin de la portière de la cabine et des embruns. Le refroidissement des moteurs est assuré par deux larges entrées d'air au niveau du bord d'attaque des ailes. Après son passage par les moteurs, l'air chaud est alors envoyé dans les hélices permettant de les dégivrer sans équipement supplémentaire. L'avion ne subit a priori aucun phénomène de surchauffe malgré des heures de roulages sous des climats tropicaux. Un autre avantage de la position des moteurs est la baisse du niveau sonore dans la cabine. Les moteurs étaient le plus souvent équipés d'hélices à pas fixe mais des hélices à pas variable offrant de meilleures performances étaient proposées en option.

Certains équipements du P.136 étaient spécialement présents pour faciliter l'expérience du client. Un compartiment à bagage spacieux est présent à l'arrière de la cabine alors que des objets plus volumineux peuvent être chargés à l'intérieur d'un grand compartiment accessible par une trappe située juste à l'arrière de l'aile. Quatre points d'accroche sont présents sur le dessus du fuselage pour soulever l'avion à l'aide d'une grue. Pour faciliter la maintenance, seulement quelques mouvements sont nécessaires pour enlever le capot et accéder au moteur. L'appareil possède six compartiments de puisard, qui peuvent être asséchés par une unique pompe hydraulique, de plus l'avion peut rester à flot lorsque deux compartiments sont noyés.

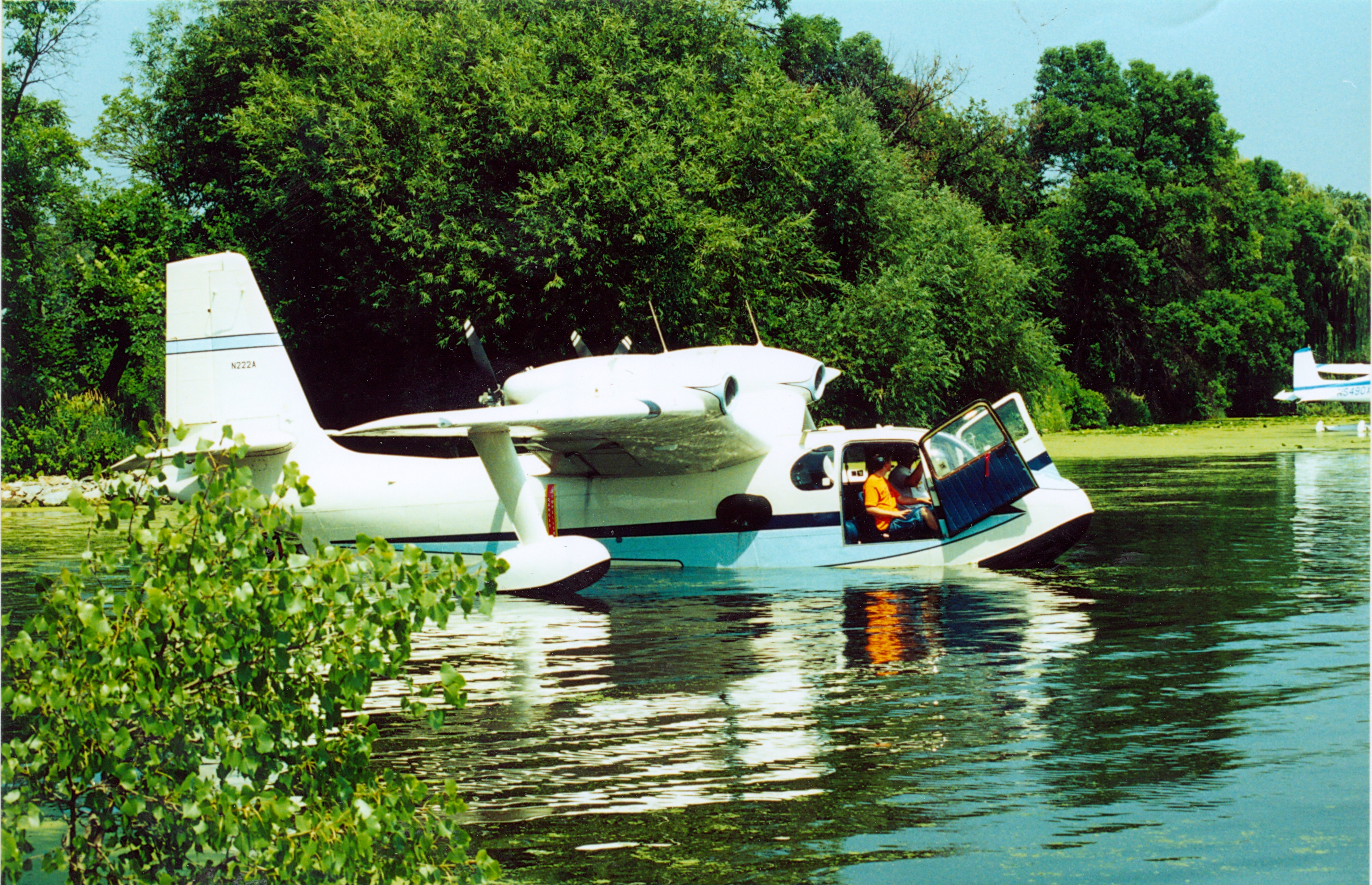
Piaggio P136

En termes de contrôle et de maniabilité, Flight International observa que la coque amphibie du P.136 n'avait que peu d'effet sur les caractéristiques de vol: « En tant qu'avion terrestre, il se comporte aussi bien que n'importe quel bimoteur léger comparable, à part qu'il paie ses capacités marines par une vitesse de croisière légèrement plus faible »; la publication salue aussi « son excellente manœuvrabilité » et sa capacité à effectuer des « approches très inclinées ». Toutes les gouvernes étaient entoilés. Comme sur de nombreux hydravions à coque, le débattement du manche à balai et des pédale sont importants, pour aider le pilote à éviter des obstacles marins, comme des bouées. La direction dans l'eau est possible via un grand gouvernail relié par un câble à la gouverne de direction. Des volets très performants sont positionnés en sections de chaque côté des nacelles moteurs, mais ils ne sont déployés que complètement pour des décélérations brutales.

## Variantes
P.136F
Variante équipée de moteurs Franklin, principalement produite pour l'aeronautica militare, 18 construits.
P.136L
Variante équipée de moteurs Lycoming GO-435, deux construits et un P.136F converti.
P.136L-1
Variante cinq places équipée de moteurs Avco Lycoming GO-480-B de 270 ch, 18 construits.
P.136L-2
Variante cinq places équipée de moteurs Avco Lycoming GSO-480 de 340 ch, 24 exemplaires assemblés en CKD.
Royal Gull
Deux P.136-L1 et un P.136-L2 commercialisé aux États-Unis par la Kearney and Trecker Corporation.

## Opérateurs

### Opérateurs militaires
Italie
- Aeronautica militare -  22 exemplaires (14 Piaggio P-136F et 8 Piaggio P-136L-1) de 1951 à 1961

 Pérou
- Fuerza Aérea del Perú – 4 exemplaires (un P.136 et trois P.136L-2)

### Opérateurs civils
Hong Kong
- Macau Air Transport Company (Hong Kong) - un P.136 L2 peu utilisé